# オーケストラピット

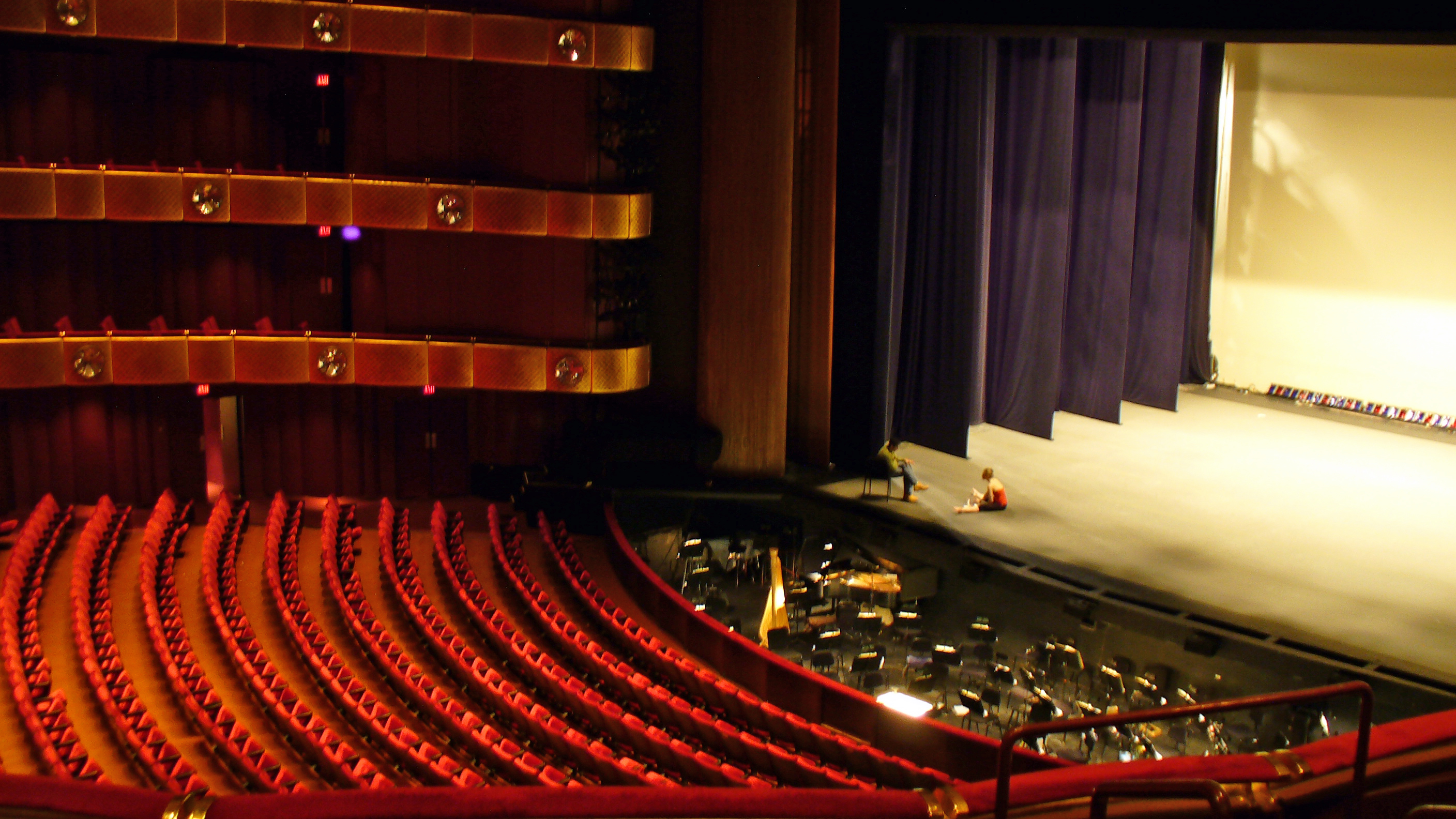
デイヴィッド・H・コーク劇場のオーケストラピット

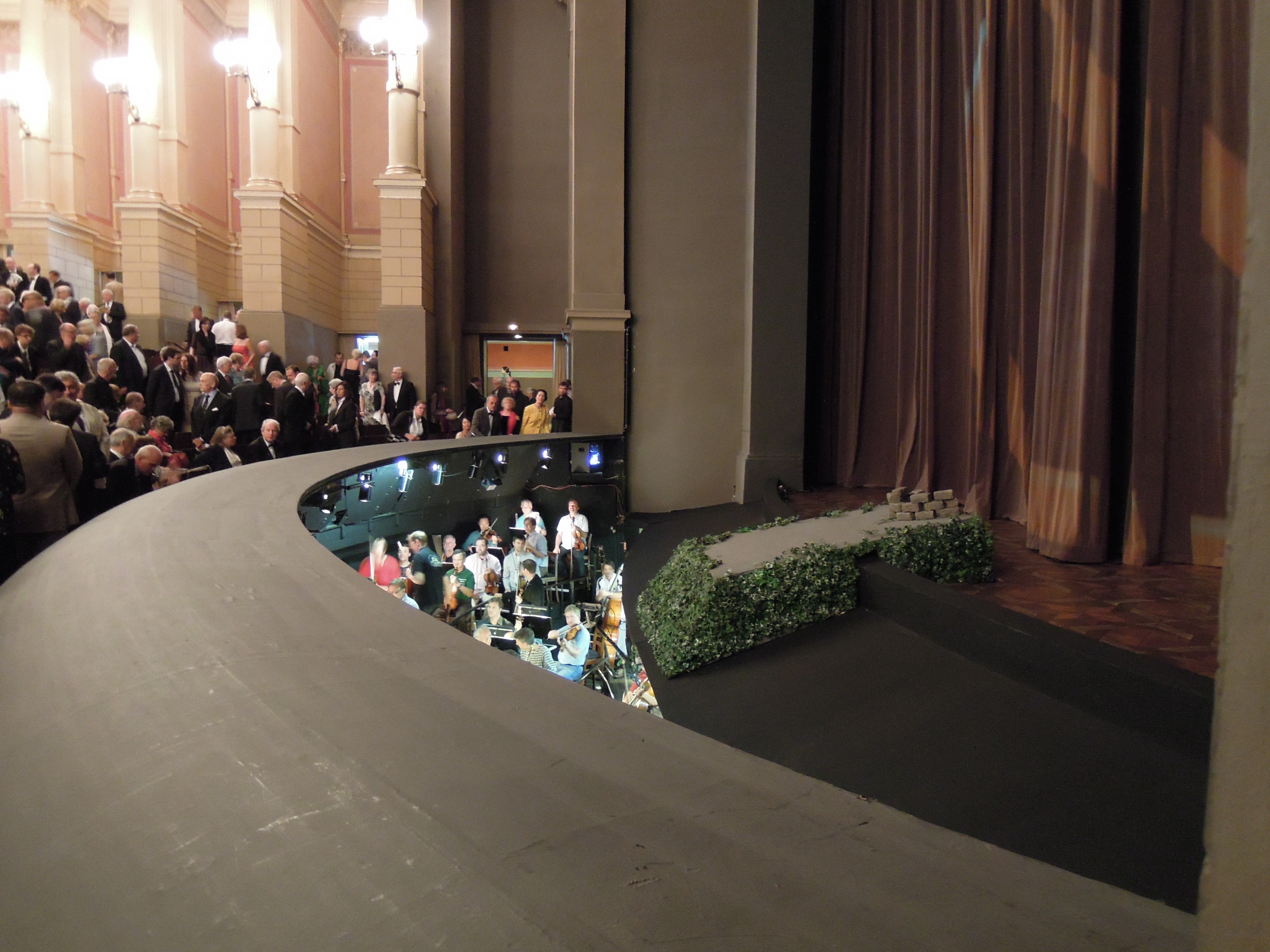
バイロイト祝祭劇場の観客から見えないよう工夫されたオーケストラピット。

オーケストラピット（英:Orchestra pit）とは、劇場やオペラハウスにある舞台と観客席の間にある高さが下げられた演奏者用の席である。オーケストラボックスとも呼ぶ。もとは、オーケストラという名前で、1670年頃から演奏する人も指すようになった。日本ではオケピ、オケピット、オケボックスと略される。
オーケストラピットで演奏する演奏家たちは、ピット・オーケストラと呼ばれていたが、この用語が使われるようになったのは、19世紀後半からである。
床の高さは昇降装置で可変であり、演奏する構成などの音響を考えて床の高さが変更される。また、オーケストラを使用しない場合は観客席と同じ高さに持ち上げられて観客席としたり、舞台の高さまで上げて舞台を広げるなども行われる。